# Palácio Ataman
O palácio Ataman (em russo:  Атаманский дворец) é um monumento arquitetônico localizado na cidade de Novocherkassk, Oblast de Rostov, Rússia, que foi construído em 1863. Era a residência oficial do Ataman de Don Host Oblast e foi visitada por Alexandre II, Nicolau I e Alexandre III. Também foi oficialmente declarado como um objeto do patrimônio cultural russo.

## História
Foi construído entre 1860 e 1863, no projeto do arquiteto Ivan Valprede. Logo ficou decidido que o palácio deveria servir de residência não apenas para o Ataman, mas também para o imperador russo, se ele chegasse a Novocherkassk.
115 mil rublos da capital militar foram destinados à sua construção. No total, segundo o ataman Khomutov, para 10 quartos, eram necessários móveis diferentes, a um custo aproximado de 10 mil rublos em prata. Todo o trabalho foi concluído em outubro de 1863, com um custo total de 135 083 rublos e 86 kopeks.
Em 1867, após a tentativa frustrada de assassinato de Alexandre II, uma igreja doméstica foi construída em homenagem a Simão no palácio.
Durante a guerra civil russa, foi a sede dos líderes do Movimento Branco no rio Don. Em 1927, abrigava o Comitê Executivo Distrital, um escritório de administração local. Em 30 de junho de 1942, quando Novocherkassk foi ocupado pela Wehrmacht, o escritório de ocupação militar alemão estava alojado no palácio. 
Em 1998, o prédio foi reformado e entregue ao Museu Don.